# Гришків ліс
Гришків ліс — залишки лісового масиву на околиці Полтави, мікрорайони Пушкарівський та Яр.

## Загальні відомості
До будівництва мікрорайону Пушкарівський розташований західніше  яр Говтвянчик і частково привододільне плато біля нього були вкриті  клено-липово-дубовим лісом. Гришків ліс — острівець більшого лісового масиву.
В 2013 році з метою збереження цього «зеленого» об'єкту місцеві жителі утворили ініціативну групу «Збережемо Гришків ліс». Представники цієї групи порушили питання охорони території Гришківського лісу для збереження цінних рослинних екземплярів та як історичної пам'ятки на засіданні Громадської екологічної ради Полтавщини. Члени Ради підтримали дане питання та внесли пропозицію підготувати необхідні документи щодо визначення статусу Гришківського лісу.
Наприкінці грудня 2013 року ініціативною групою було направлено лист Міському голові Полтавської міської ради Мамаю Олександру Федоровичу з пропозицією заповідувати «Гришків ліс» і надати йому статус ботанічного заказника місцевого значення. До листа були додані дослідження кандидата біологічних наук, керівника Полтавської обласної організації Українського товариства охорони природи Н. О. Смоляр "Обґрунтування доцільності створення ботанічного заказника місцевого значення «Гришків ліс» та інформація Полтавського краєзнавчого музею про місця поховань загиблих (військовополонених, партизанів, підпільників, жертв нацизму) під час Другої світової війни на території об'єкту Гришків ліс у Пушкарівському мікрорайоні м. Полтава.
Мета створення. Збереження у природному стані масиву широколистяного лісу — діброви — зонального для Лівобережного Лісостепу України. Місцезнаходження рідкісних видів рослин, занесених до Червоної книги України та регіонального списку. Призначений виконувати екологічні, природоохоронні та рекреаційні функції.

## Загальна характеристика біорозмаїття[1]
Територія проектованого ботанічного заказника репрезентує масив широколистяного лісу на околиці м. Полтава — залишок вікових дібров із типовою структурою та флорою, у складі якої збереглися й рідкісні види. Рельєф місцевості — яружно-балкова система з залісненою місцевістю та гідрофільними екотопами по тальвегу яру.
Гришків ліс — це кленово-липова діброва, що у 80-х роках XX ст. ввійшла межі міста і знаходиться на північному заході м. Полтава. З півночі та сходу обмежений житловим масивом «Половки». З півночі безпосередньо межує з підземними авіаційними сховищами паливно-мастильних матеріалів та гаражами. З півдня та заходу — приватними забудовами с. Яр. Із півночі на південь, майже посередині лісу, протікає струмок, у який донедавна скидалися паливно-мастильні матеріали. Він протікає по дну улоговини яка утворилася внаслідок зростання схилів яру. Східний схил має висоту до 15 м, але відносно пологий. Західний схил — крутіший, але нижчий — до 5-7 м, більш розрізаний зарослими ярами, з виходами джерел. Вздовж струмка місцевість заболочена.
Основні площі пропонованої для заповідання території зайняті широколистяним лісом із типовою структурою та видовим складом. Домінують угруповання кленово-липово-дубового лісу бруслиново-зірочникового зі значною участю ясена звичайного у деревостані. Перший ярус формують дуб звичайний, ясен звичайний, липа серцелиста, клен гостролистий, другий — в'яз гладенький, клен польовий, груша дика, подекуди береза (підсажена). Зімкненість деревостану — 0,8-0,9. Підлісок утворюють бруслини європейська та бородавчаста, жостір проносний, різні види глоду, зрідка зустрічаються ліщина звичайна, бузина чорна. Терен (слива колюча) утворює суцільні смуги заростей на узліссі. У різних частинах масиву виявлено вікові дерева дуба звичайного та липи серцелистої.
Трав'янистий ярус має на багатьох ділянках трансформований характер як наслідок значної неврегульованої рекреації. Однак, у цілому флористичний склад і структура лісу на даний час добре збережена і виявлена.
Трав'янистий ярус представлений зірочником ланцетовидним, на вологіших місцях, особливо ближче до тальвегу яру — яглицею звичайною, на добре освітлених схилових місцевостях — тонконогом дібровним. Основне флористичне ядро є типовим. Його формують осока волосиста (подекуди утворює незначні за площею куртини), переліска багаторічна, купина багатоквіткова, копитняк європейський, регнерія собача, медунка темна, розхідник шорсткий, фіалка дивна, чина весняна, дзвоники персиколисті, ранник вузлуватий та ін. Значною є участь рослин — лісових нітрофілів: глухої кропиви пурпурової, кропиви дводомної, кінського часнику черешчатого, гравілату міського, лопуха дібровного, підмаренника прирічкового, лактука Ше та ін. На узліссях та галявинах зростають звіробій лікарський, материнка звичайна, деревій майжезвичайний та інші узлісні й деякі лучно-степові види. Виявлено місцезростання малини звичайної.
Навесні трав'янистий покрив лісу представлений синузіями ранньовесняних ефемероїдів, домінантами яких є проліска сибірська (регіонально рідкісний вид), ряст ущільнений, пшінка весняна, анемона жовтецева з участю інших весняноквітуючих рослин.

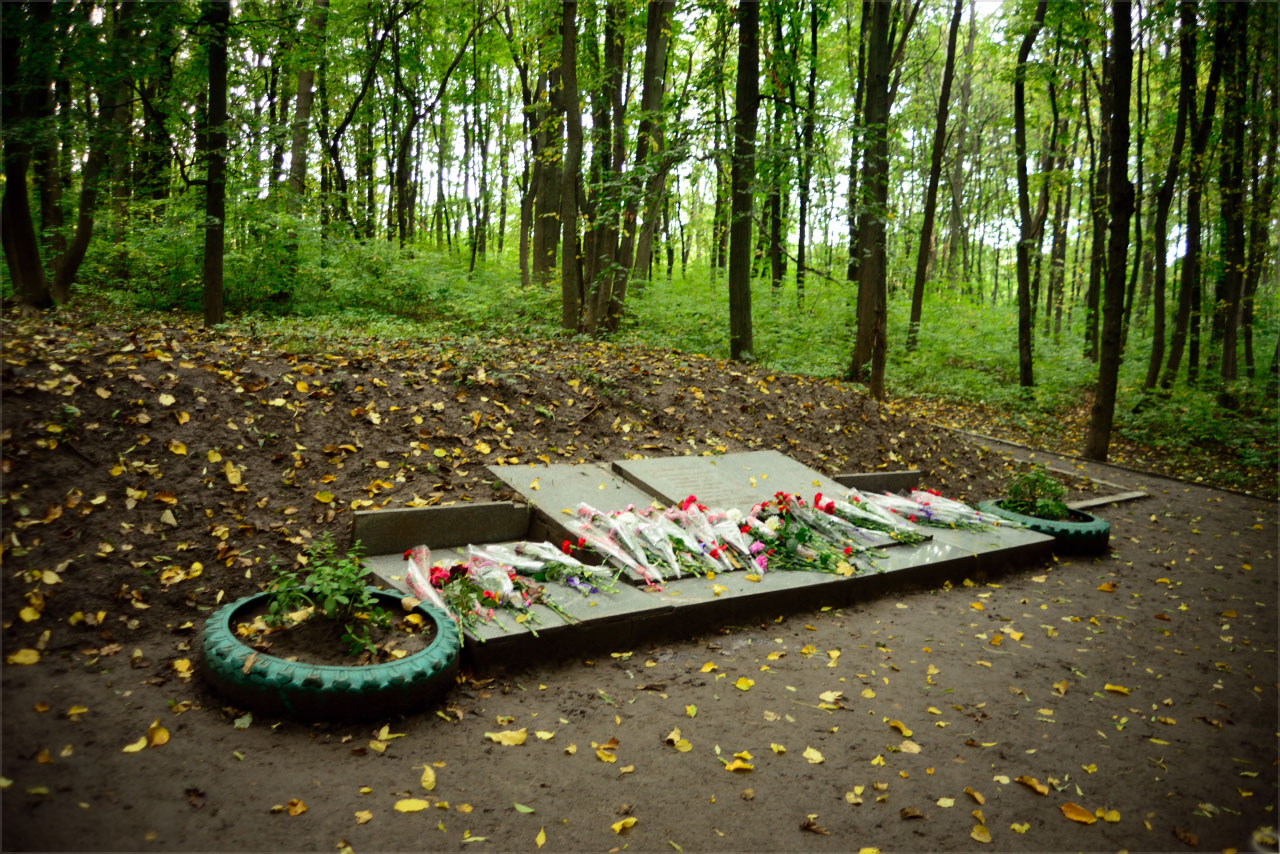
Місце масових розстрілів

Надґрунтовий покрив утворюють мохи, гриби. На корі дерев виявлені епіфітні лишайники, водорості, мохи.
Посередині масиву Гришківського лісу сформоване незначне за площею болото, на якому відмічені монодомінантні угруповання рогозу широколистого, на більш обводнених місцях із участю очерету звичайного. По периферії болота збільшується участь інших типових гігрофільних видів: дягелю лікарського, осоки загостреної, осоки несправжньосмикавцевої, череди трироздільної, вовконогу європейського, пасльону солодко-гіркого, сідачу конопляного, кропиви жабрієлистої, тонконогу болотного, живокосту лікарського, ще на більш сухішому — розхідника звичайного, суховершок звичайних, жовтецю повзучого, бугили лісової, хмелю звичайного. Зустрічаються поодинокі (або групи) дерев верби білої та кущисті верби — попеляста, тритичинкова, ламка та ін.
У цьому лісі — місце масового захоронення жертв нациської окупації 1941—1943 рр. Зі сторони Супрунівки упорядкований в'їзд до могили. Учні гімназії № 30 м. Полтава здійснюють шефство над нею.
У складі флори проектованого заповідного урочища відмічено шість видів рідкісних рослин: цибуля ведмежа, тюльпан дібровний (види, занесені до Червоної книги України), проліска сибірська, конвалія звичайна, ряст Маршалла та барвінок малий (занесені до регіонального списку).
Унікальним явищем, що складає значний нозологічний та науковий інтерес є місцезростання на території масиву двох видів рослин, занесених до Червоної книги України. Цибуля ведмежа — реліктовий вид, яка одиничними місцезнаходженнями відома для Лівобережного Лісостепу України, приурочена до вологих місць вздовж джерела. У цьому місцезнаходженні вона добре розмножується і поширюється, що підтверджено результатами демекологічних досліджень. Середньочисельною на території масиву є й ценопопуляція тюльпана дібровного, який теж тут здатний до самовідтворення (виявлені різні вікові стани, де переважають молоді), однак насіннєвому розмноженню його на території лісу перешкоджає неврегульована рекреація та масовий збір квітуючих рослин.
Фауна проектованого заповідного об'єкта є багатою, особливо кількісно відзначається під час весняних та осінніх міграцій птахів. Типовими є представники лісового, узлісного фауністичного комплексів із значною участю синантропів. Багатою є ентомофауна, яка потребує детального вивчення.
Найкраще на даний момент вивчена орнітофауна лісового масиву, яка в гніздовий період нараховує 26 видів птахів. Майже всі вони — типові лісові види, представники лісового та узлісного фауністичних комплексів. Із них 23 види знаходяться під охороною Бернської (далі БЕ) та 6 видів під охороною Бонської (далі БО) конвенцій.
На цій території різноманітність птахів визначає густий підлісок та трав'янистий покрив. Наявність старих дуплистих дерев створює умови для гніздування лісових дуплогніздників. Найщільніше територія масиву заселена по периферії та вздовж струмка, що проходить через увесь ліс. Фоновими видами тут є зяблик (БЕ, БО), дрізд співочий (БЕ, БО), синиця велика (БЕ), вільшанка (БЕ, БО), популяція якої в даній місцевості дуже щільна і токуючих самців можна чути в десяти метрах один від одного. Звичайними видами є крутиголовка (БЕ), вівчарик-ковалик (БЕ), вівчарик жовтобровий (БЕ), повзик (БЕ), сойка, кропив'янка чорноголова (БЕ), костогриз (БЕ), синиця блакитна (БЕ), зозуля звичайна (БЕ), дрізд чорний (БЕ, БО), щиглик (БЕ), зеленяк (БЕ), горобець польовий (БЕ). Ближче до периферії та на узліссях типовими представниками є вівсянка звичайна (БЕ) та вивільга (БЕ). Поширений тут евритопний вид — шпак звичайний, гніздування якогб пов'зане з популяцією дятла звичайного (БЕ), який також є типовим для цього масиву. Дещо нечисельними видами є соловейко східний (БЕ, БО), припутень, мухоловка білошия (БЕ, БО), мухоловка строката (БЕ, БО). Вздовж струмка, де ростуть верби можна також спостерігати ремеза (БЕ) — представника біляводного фауністичного комплексу.
У цілому, орнітофауна цієї місцевості є типовою для вологих широколистяних лісів. Унікальність масиву полягає в тому, що це єдина на території міста лісова ділянка з яскраво вираженим лісовим фауністичним комплексом. Слід відзначити значне рекреаційне навантаження на даний масив, що в подальшому може вплинути й на його фауну.
Місцями зустрічаються ділянки із трансформованим, а подекуди й зовсім відсутнім трав'янистим покривом, що спричинено значним антропічним тиском. Особливо сильно він виявляється на узбіччі, вздовж дороги по вулиці Курчатова, а також з північної частини лісу, що межує з багатоповерхівками, гаражами та старими підземними сховищами паливних матеріалів, що належали Міністерству оборони.
Враховуючи високі показники наукової цінності Гришківського лісу (флористичної, ценотичної, фауністичної) та з метою збереження унікального лісового масиву доцільно забезпечити його охорону у статусі ботанічного заказника місцевого значення з однойменною назвою «Гришків ліс» на площі всього лісового масиву. На заказник покладаються природоохоронні, екологічні та рекреаційні (освітньо-виховні, краєзнавчі) функції. Даний об'єкт за багатьма показниками виявляє схожість із існуючим ботанічним заказником «Розсошенський» в околицях м. Полтава, що вважається осередком неморальної флори й фауни, місцезнаходженням низки рідкісних й реліктових видів рослин, зокрема цибулі ведмежої (черемші), для якої на Полтавщині наведено лише декілька відомих місцезнаходжень.

## Легенди та історія
За переказами, Гришків ліс до революції 1917 року належав поміщику, ім'ям якого, власне він і названий. Кажуть, за якійсь гріхи у цьому самому лісі його вбили, нібито відрубали голову. І діти, які ходять туди гуляти просто так, мандрувати екологічною стежкою чи на уроки фізкультури, часом, лякають один одного: «Он, Гришка безголовий іде!». Що насправді сталося із тим поміщиком і чи був він взагалі власником цього лісу, достеменно невідомо.
Гришчин чи Гришків ліс?
Мова піде про прадіда Алли та Людмили — Андрія Гришка. Він колись служив кучером у полтавської поміщиці й одержав від неї в дарунок на весілля гаманець із золотими монетами. Чим заслужив таку милість багатійки, тепер уже ніхто не скаже, але той гаманець (тільки вже без золота) ще довго зберігався в родині як реліквія. Виходить, не всі пани були «мироїдами» — були серед них і отакі благодійники.
А гаманець став, як тепер кажуть, стартовим капіталом для молодого подружжя. Вони придбали землю з лісом на околиці Полтави. Ще досі під Пушкаріським стоїть той «Гришків ліс», у якому люблять відпочивати полтавці. В Андрія та Уляни Гришків було дев'ятеро дітей, серед них росла і красуня Парасковія. Усі згодом вийшли, як тоді казали, у люди і, заробляючи своїми руками на життя, жили безбідно. Парасковія, котра була модисткою-білошвейкою, обшивала полтавських модниць, а крім того, навчала учениць такої потрібної для жінок справи.
Незабаром до неї посватався Феодосій Острошапський — бухгалтер Полтавського банку. Одружилися. Молода красива пара заслуговувала щасливого життя, хоч і належала до середнього класу. Але революція змінила те життя — дарма що не дворяни. Не встигли навіть побудуватися на своїй землі. Так і зостався той «Гришків ліс» без хазяїна.

## Сучасний стан
Сьогодні Гришків ліс знаменитий тим, що там знаходиться братська могила. Понад 2 тисячі мирних мешканців розстріляли нацисти під час окупації Полтави.
Серед вбитих — близько 700 хворих Полтавської психіатричної лікарні, яких розстріляли у жовтні 1941 року та липні 1942 року. Переважу більшість лікарів та поліцаїв, які допомагали транспортувати хворих до лісу, спіймали та присудили великі терміни ув'язнення.
Поховання випадково знайшли учні школи № 32 ще за радянських часів. Його облаштували належним чином, встановили меморіальну табличку, зробили до могили стежки.
Про Гришків ліс навіть є згадка у пісні. Гімн гімназії № 32 починається словами: «Над Гришківським лісом спустився з-за обрію день, згоряє світанок в останні хвилини чекання…»

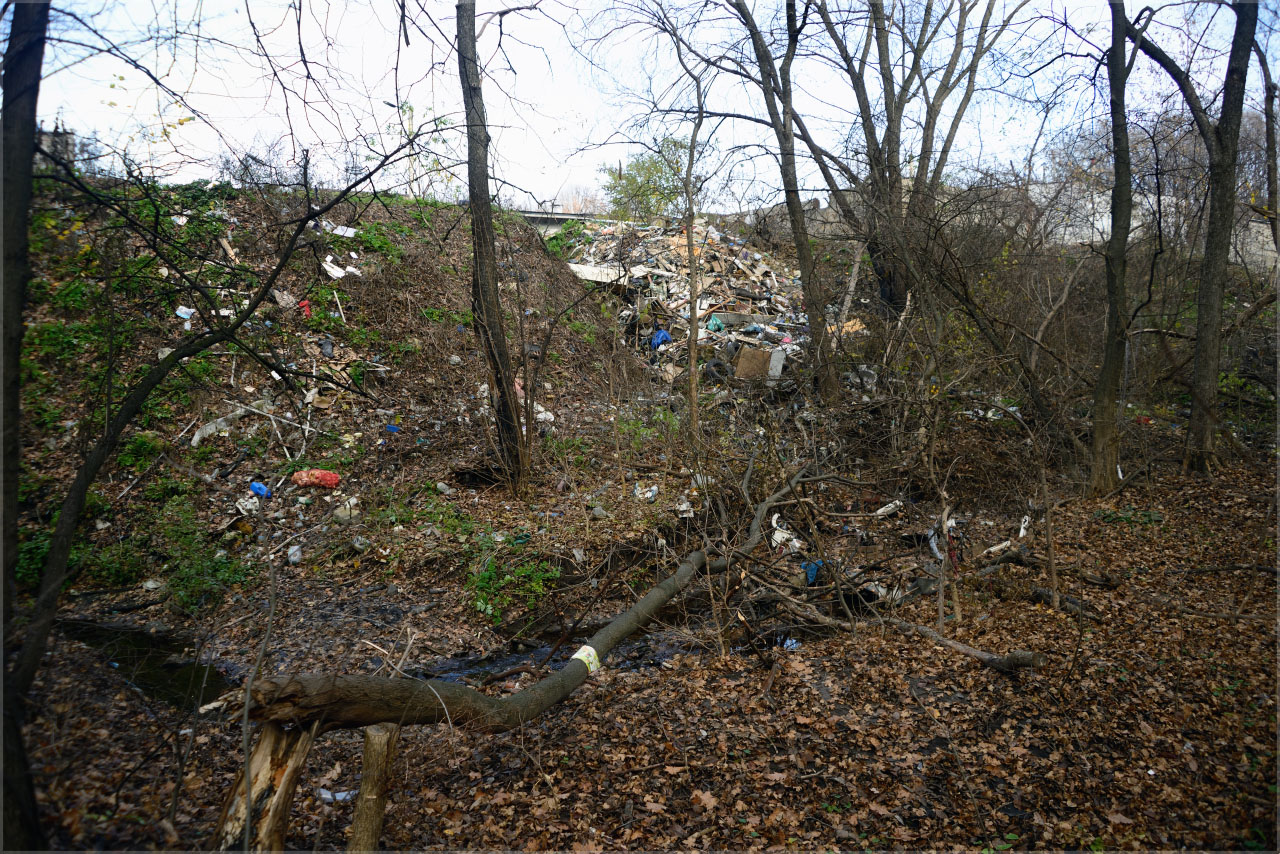
Забруднення яру
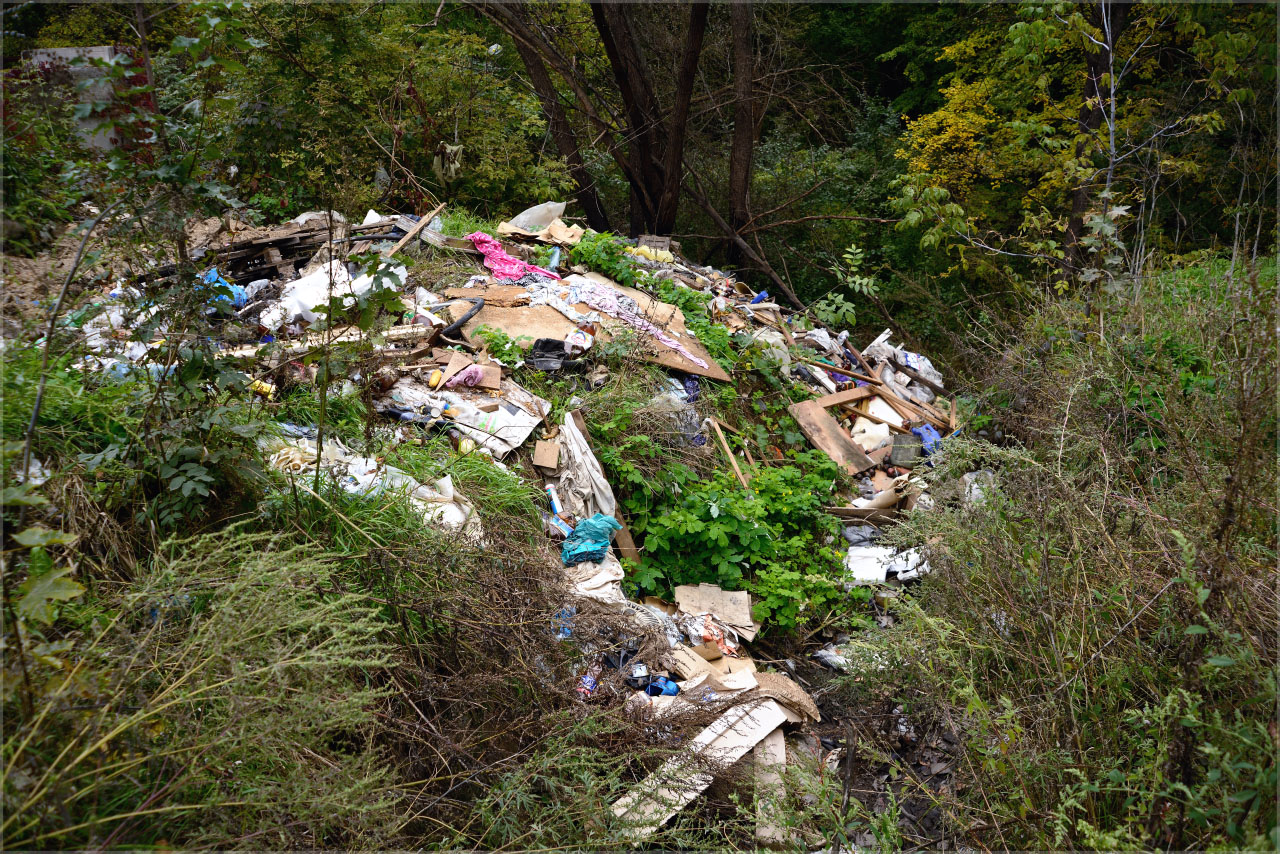
Забруднення яру

## Дослідження лісу
Учні Полтавської загальноосвітньої школи І-ІІІ ступенів № 26 під керівництвом вчителів біології більш ніж десять років (2001—2011) вивчають питання збереження біорізноманітності лісового масиву Гришків ліс. За цей час були написані і захищені учнівські науково-дослідницькі роботи:
- 1. Вивчення чисельності та вікового складу популяції тюльпана дібровного (Tulipa quercetorum) Гришківського лісу м. Полтава. Автор Бабой Тетяна, учениця 9Б класу. Наукові керівники Гапон С. В., доцент, к.б.н., завідувач кафедри ботаніки ПДПУ ім. В. Г. Короленка, учитель біології, учитель-методист, учитель вищої кваліфікаційної категорії Півень Т. О.(2001—2003 рр).
- 2. Вивчення чисельності та вікового складу популяції тюльпана дібровного (Tulipa quercetorum) Гришківського лісу м. Полтава. Автор Бойко Тетяна, учениця 11В класу. Наукові керівники Гапон С. В., доцент, к.б.н., завідувач кафедри ботаніки ПДПУ ім. В. Г. Короленка, учитель біології, учитель-методист, учитель вищої кваліфікаційної категорії Півень Т. О.(2004 р).
- 3. «Вивчення сучасного стану флори судинних рослин Гришківського лісу м. Полтави в умовах сильного антропогенного впливу». Автор Микитюк Анжеліка, учениця 10 класу. Науковий керівник Півень Т. О., учитель біології, учитель-методист, учитель вищої кваліфікаційної категорії, науковий консультант Стецюк Н. О., доцент, к.б.н., завідувач кафедри екології ПНПУ ім. В. Г. Короленка (2010 р.).
- 4. Збереження «Гришківського лісу» як осередку лісової біорізноманітності. Автор Срібняк Юлія, учениця 11А класу. Науковий керівник Крижановська Наталія Миколаївна, вчитель біології і екології Полтавської загальноосвітньої школи № 26, спеціаліст ІІ категорії, науковий консультант Стецюк Н. О., доцент, к.б.н., завідувач кафедри екології ПНПУ ім. В. Г. Короленка (2011 р).

Усі зазначені роботи одержали призові місця на конкурсі-захисті науково-дослідницьких робіт МАН. Доцентом Стецюк Н. О., к.б.н., завідувачем кафедри екології ПНПУ ім. В. Г. Короленка у 2013 році були створені наукові обґрунтування заповідання природного об'єкту «Гришків ліс».

## Гришків ліс як заповіднна територія
На Полтавщині загалом налічується 368 різних природно-заповідних об'єктів. У Полтаві є різні: заповідні урочища, ландшафтні заказники, парки із статусом «парк-пам'ятка садово-паркового мистецтва», алеї, окремі дерева, які мають цінність у зв'язку із своїм поважним віком.
— Гришків ліс міг би бути лісовим заказником, якби не його незначна площа — до 2 га, — говорить Наталія Смоляр, кандидат біологічних наук,викладачка університету "Полтавська політехніка"
— Перспектива цієї ділянки — тут доцільно створити ботанічну пам'ятку природи місцевого значення. За критеріями відповідності і унікальності урочище Гришків ліс заслуговує статусу заповідного об'єкту. Адже це залишки природних лісів, які кілька століть тому укривали територію Полтави. Далі, цей об'єкт цікавий з точки зору екологічної, адже до нього примикає Пушкарівський, це легені цього мікрорайону. Люди люблять тут відпочивати, але залишаються після себе сміття і вирубують дерева, — зазначила Наталія Смоляр.
Тут є маршрут екологічної стежки, який розробила вчитель гімназії № 32 Тетяна Півень. Гришків ліс може стати чудовою основою для наукових проектів. Такі унікальні лісові масиви на вододілах повинні у першу чергу підлягати охороні — для збереження біорізноманітності.
Наразі перед науковцями — важливе завдання. Вони беруть на себе відповідальність обґрунтувати створення у Гришківському лісі заповідного об'єкту. Далі треба виготовити картографічні матеріали, погодити їх із землекористувачем та винести межі урочища в натурі.
Сподіваємося, що депутати Полтавської міської ради погодяться із висновком науковців.

## Гришків ліс як унікальне явище
Як встановили вчені Харківського національного університету ім. В. Н. Каразіна ще у 2008 році, Полтава має середній рівень забрудненості повітря. Але є в ній чисті, незабруднені зони, серед таких лісовий масив «ГришківЛіс». Так, один із показників цього — висока видова різноманіть лишайників.
Полтавські науковці у першу чергу звертають увагу на рослинний світ Гришківського лісу.
 — Це унікальне явище, що в межах Полтави зберігся масив вікової широколистяної діброви. Тут є дуб звичайний, липа серцелисна, клени. Трав'яний покров малотрансформований. Є типові види флористичного ядра. За цим показником типовості Гришків ліс — дуже цікавий і цінний екологічний об'єкт.
Думаю, окрім багатого рослинного світу — тут є й червонокнижні види — тут ще багато цікавого, адже нами не досліджені мохи, грибне царство, орнітофауна, — розповідає Наталія Смоляр.
Також, за її словами, вилучення одного об'єкту екосистеми впливає на всю екосистему. Тому людині треба приходити у Гришків ліс, як в гості. І не знищувати його унікальне біорізноманіття.

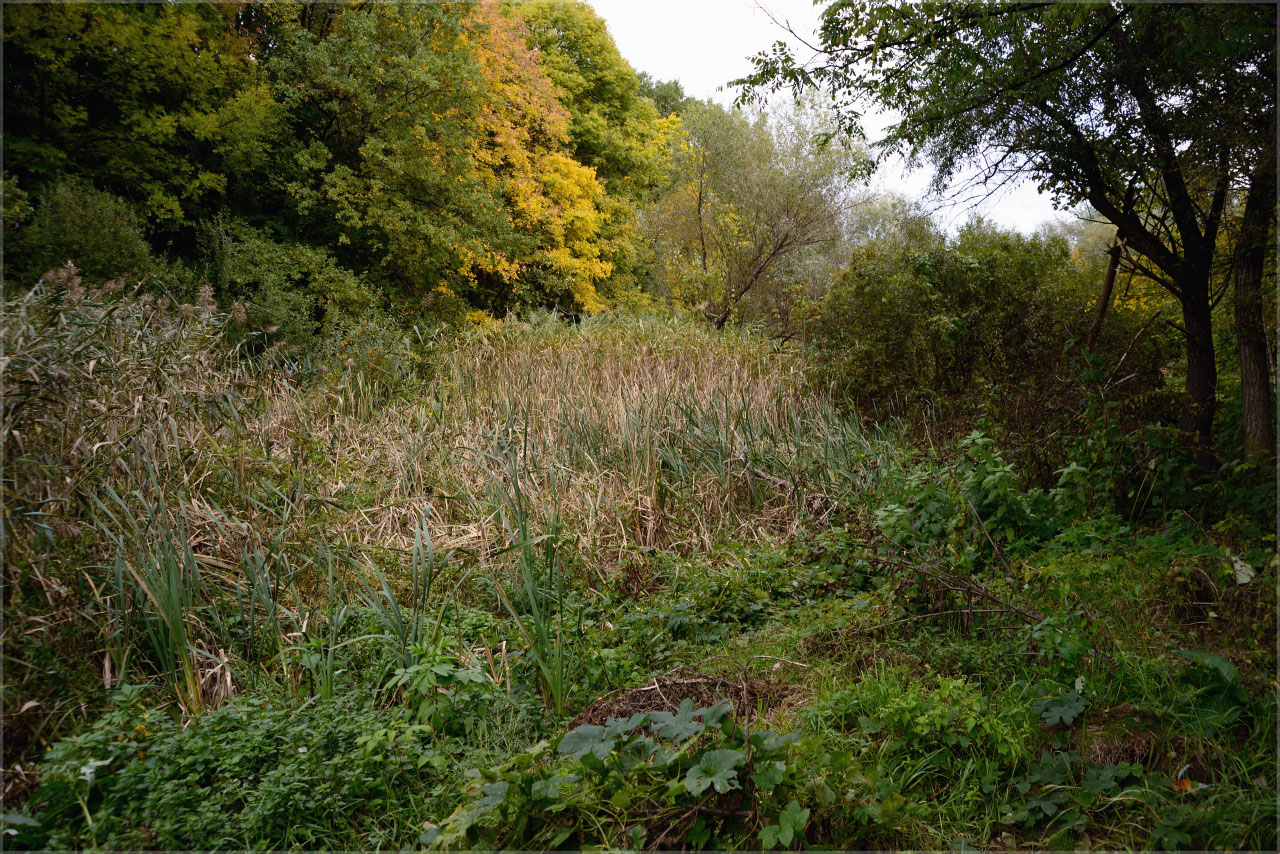
Гришків ліс
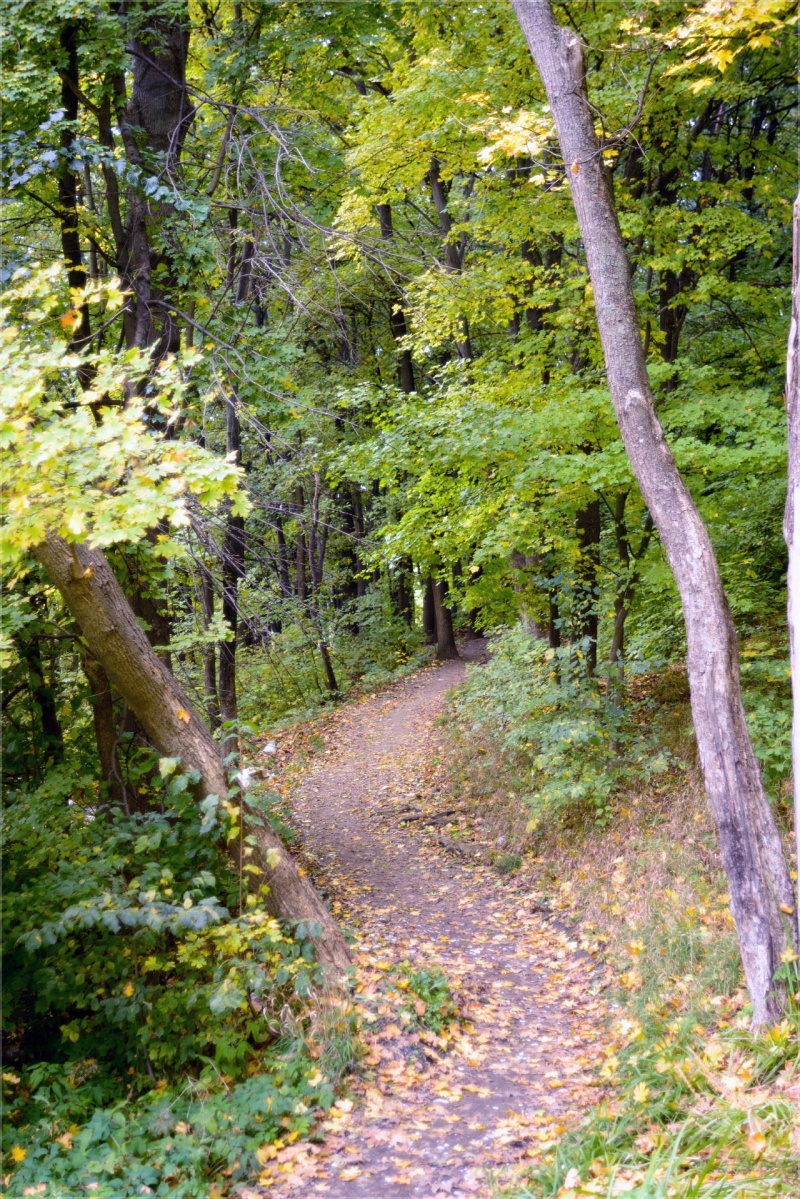
Гришків ліс
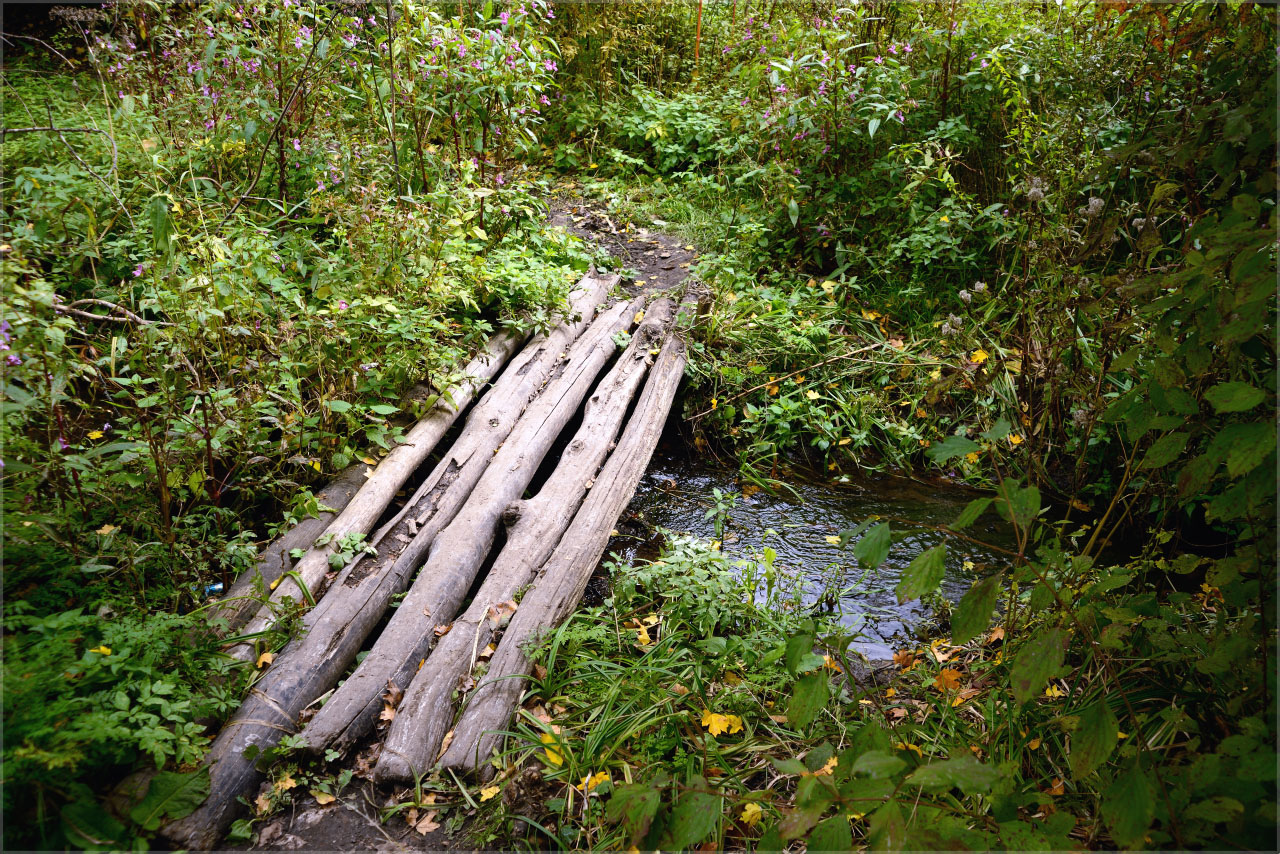
Гришків ліс
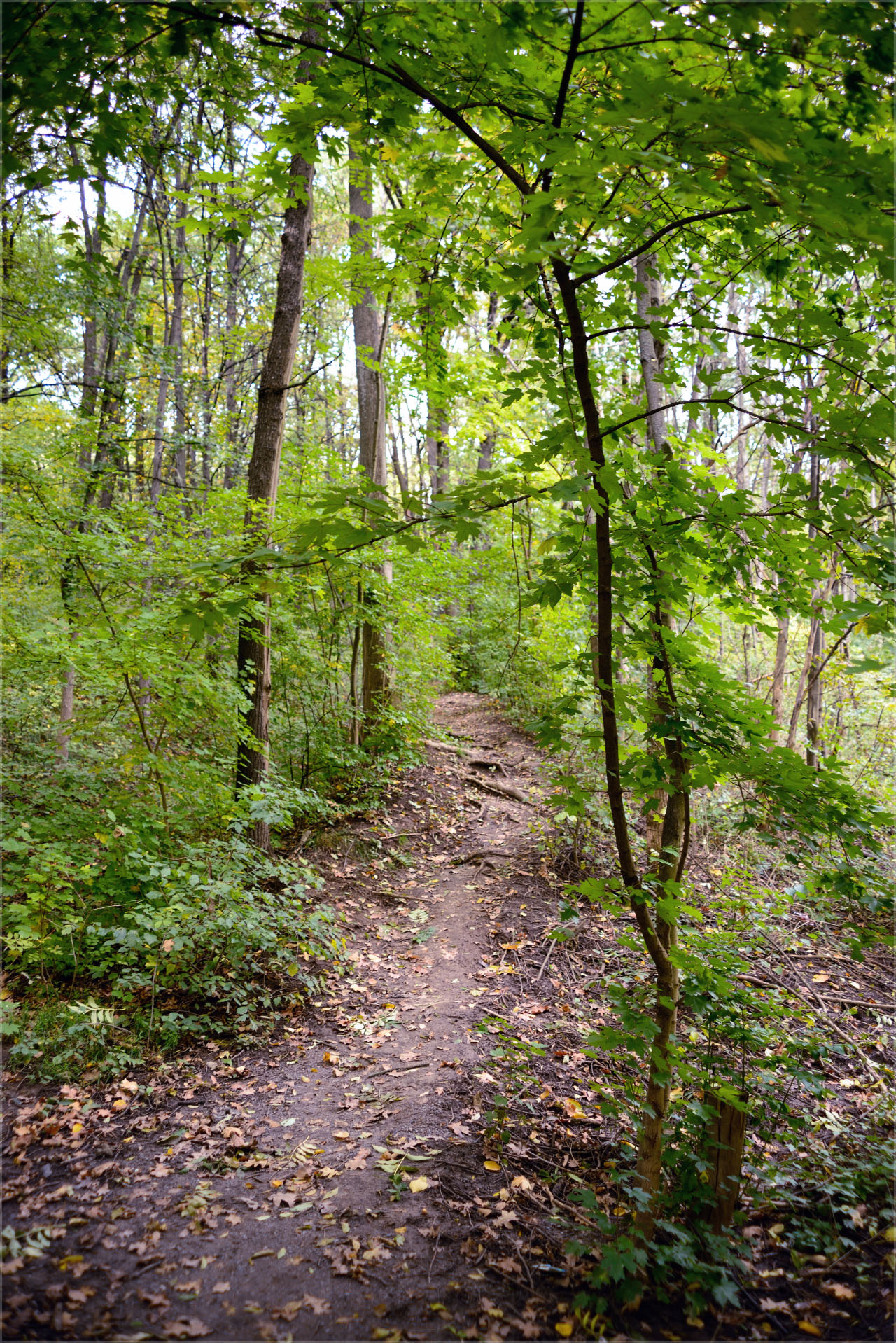
Гришків ліс
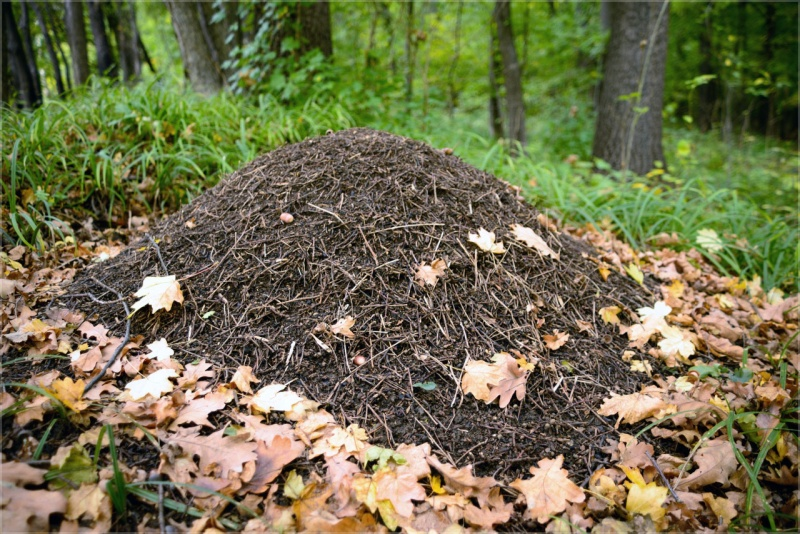
Мурашник